# 1317

## Události
První písemná zmínka o obci Sivice

## Narození
- Jan Sicilský, regent Sicilského království († 3. dubna 1348)

## Úmrtí
- 7. února – Robert z Clermontu, hrabě z Bourbonu a z Clermontu z dynastie Kapetovců, zakladatel bourbonské dynastie (* 1256)
- 24. března – Jan V. Braniborský, braniborský markrabě (* 1302)
- 14. srpna – Arnaud Nouvel, francouzský kardinál (* ?)
- 21. září – Viola Těšínská, manželka českého krále Václava III. (* asi 1290)
- 15. prosince – Marie Bytomská, uherská a chorvatská královna jako manželka Karla I. Roberta (* před r. 1295)
- 24. prosince – Jean de Joinville, rytíř, autor biografie francouzského krále Ludvíka IX. (* 1224)

## Hlavy států
Jižní Evropa
- Iberský poloostrov
  - Portugalské království – Dinis I. Hospodář
  - Navarrské království – Filip II.
  - Kastilské království – Alfons XI. Spravedlivý
  - Aragonské království – Jakub II. Spravedlivý
- Itálie
  - Papežský stát – Jan XXII.
  - La serenissima – Giovanni Soranzo

Západní Evropa
- Francouzské království – Filip V. Vysoký
- Bretaňské vévodství – Jan III. Bretaňský
- Anglické království – Eduard II.
- Skotské království – Robert I. Bruce

Severní Evropa
- Norské království – Haakon V. Magnusson
- Švédské království – Birger Magnusson
- Dánské království – Erik VI. Menved

Střední Evropa
- Svatá říše římská – Ludvík IV. Bavor x Fridrich Sličný
  - České království – Jan Lucemburský
  - Braniborské markrabství – Valdemar Veliký
  - Trevírské arcibiskupství – Balduin Lucemburský
  - Kolínské arcibiskupství – Jindřich II. z Virneburgu
  - Mohučské arcibiskupství – Petr z Aspeltu
  - Solnohradské arcibiskupství – Fridrich III. Libnický
  - Henegávské hrabství – Vilém III. z Avesnes
  - Rakouské vévodství – Fridrich I. Habsburský
  - Holandské hrabství – Vilém III. z Avesnes
  - Brémské arcibiskupství – Jens Grand (Jan I.)
- Polské knížectví – Vladislav I. Lokýtek
- Uherské království – Karel I. Robert

Východní a jihovýchodní Evropa
- Litevské velkoknížectví – Gediminas
- Moskevská Rus – Jurij III. Daniilovič
- Bulharské carství – Teodor Svetoslav
- Byzantská říše – Andronikos II. Palaiologos

Blízký východ a severní Afrika
- Osmanská říše – Osman I.
- Kyperské království – Jindřich II. Kyperský
- Mamlúcký sultanát – Al-Málik An-Násir Muhammad ibn Kalaún

Afrika
- Habešské císařství – Amda Sion I.
- Říše Mali – Mansa Musa